# ماهی خمسی مالابار
ماهی خمسی مالابار (نام علمی: Ehirava fluviatilis) نام یک گونه از تیره شگ‌ماهیان است.